# Цінгеторікс (вождь треверів)
Цінгеторікс (з кельт. король воїнів д/н — 53 рік до н. е.) — вождь кельтського племені треверів, що належало до родини белгів.

## Біографія
Правління Цінгеторікса приходить на 50-ті роки до н. е. Він був одним з вірніших прихильників Гая Юлія Цезаря. Надавав його всіляку підтримку під час Галльської війни, зокрема у 54 році до н.е., змусивши підкоритися своїх ворогів.
Втім авторитет Цінгеторікса значно зменшився після успіхів повстання Амбіорікса на чолі племені ебуронів. Це дало змогу братові Цінгеторікса — Індутіомару організувати змову з метою захоплення влади. Останній зумів переконати старійшин та усіх вояків треверів приєднатися до Амбіорікса з огляду на успіх у того в боротьбі з римлянами. Цінгеторікс намагався чинити опір, втім вимушений був тікати до військового табору Тіта Аннія Лабієна, легата Юлія Цезаря. Усе майно Цінгеторікса було конфісковано за наказом нового вождя треверів — Індутіомара. Після цього Цінгеторікс воював у складі римських військ на чолі із Тітом Лабієном. Під час однієї із сутичок у 53 році до н. е. з загонами Індутіомара Цінгеторікс загинув.